# 1994年欧州議会議員選挙 (ポルトガル)
1994年欧州議会議員選挙は、欧州連合（EU）の議会である欧州議会を構成する欧州議会議員を選出するため1994年6月に欧州連合加盟各国で行われたヨーロッパにおける選挙である。欧州連合加盟国の一員であるポルトガル共和国においては、6月12日に実施された。本稿ではポルトガル共和国における欧州議会議員選挙の結果について取り上げる。

## 概要
- 議員定数：25議席
- 議員任期：5年
- 選挙権：18歳以上
- 選挙制度：比例代表
  - 全国を1選挙区とする。
  - 有権者は政党名簿のいずれか一つを選択して投票する（厳正拘束名簿式）。
  - 集計された得票数に応じ、ドント式で各政党に議席を配分する。

## 選挙結果
- 投票日：1994年6月12日
- 有権者数：8,565,822名

| 政党及び政党連合             | 得票数    | 得票率 | 議席数 |
| ---------------------------- | --------- | ------ | ------ |
| 社会党(PS)                   | 1,061,560 | 34.87  | 10     |
| 社会民主党(PPD/PSD)          | 1,046,918 | 34.39  | 9      |
| 民主社会中道・人民党(CDS-PP) | 379,044   | 12.45  | 3      |
| 統一民主同盟(PCP-PEV)        | 340,725   | 11.19  | 3      |
| その他の政党及び政党連合     | 121,518   | 4.00   | 0      |
| 合計                         | 2,949,765 |        | 25     |

- 投票者数：3,044,001名
- 投票率：35.54%
- 出所
  - CNE Resultados Elecitorais Parlamento Europeu 12-06-1994
  - CNE Parlamento Europeu - 12/06/1994